# Динк
Динк (болг. Динк) — село в Пловдивській області Болгарії. Входить до складу общини Мариця.

## Населення
За даними перепису населення 2011 року у селі проживали 865 осіб.
Національний склад населення села:
| Національність   | Кількість осіб | Відсоток |
| ---------------- | -------------- | -------- |
| болгари          | 580            | 68,5%    |
| турки            | 255            | 30,1%    |
| цигани           | 10             | 1,2%     |
| Всього відповіли | 847            |          |

Розподіл населення за віком у 2011 році:
Динаміка населення: